# 魅惑 (宝塚歌劇)
『魅惑』（みわく）は宝塚歌劇団の舞台作品。星組公演。
併演作品は宝塚が『ミル星人パピーの冒険 -ふしぎなペンダント-』、東京は『小さな花がひらいた』、金沢・輪島・長岡・新潟・千葉・横須賀・静岡・甲府・横浜・沼津・大宮・調布・宇都宮・郡山・山形・石巻・仙台は『海鳴りにもののふの詩が』。

## 解説
※『宝塚歌劇100年史（舞台編）』の宝塚大劇場公演のページを参照
スピード、スムーズ、スペクタクル、スリル、スターの5つの"S"の要素を満たした作品。ラテンのポピュラー音楽やオペレッタの曲を使用し、レビューの醍醐味を味わっていただこうとした。1982年にちなんで82人のロケットダンスがある。
東千晃はこの東京公演を最後に宝塚を退団した。

## 公演期間と公演場所
- 1982年1月1日 - 2月2日[2]　宝塚大劇場
- 1982年4月3日 - 4月29日[3]　東京宝塚劇場
- 1982年9月11日 - 10月3日[4]　金沢、輪島、長岡、新潟、千葉、横須賀、静岡、甲府、横浜、沼津、大宮、調布、宇都宮、郡山、山形、石巻、仙台

## 宝塚大劇場公演のデータ
形式名は「グランド・レビュー」。30場。

### スタッフ（宝塚大劇場）
- 作・演出：岡田敬二[2]
- 作曲[5]・編曲[5]：吉崎憲治、高橋城
- 編曲・音楽指揮：橋本和明[5]
- 振付[5]：喜多弘、岡正躬、司このみ、名倉加代子
- 装置：大橋泰弘[5]
- 衣装：任田幾英[5]
- 照明：今井直次[6]
- 音響：松永浩志[6]
- 小道具：万波一重[6]
- 効果：川ノ上智洋[6]
- 合唱指導：橋本和明[6]
- 演出助手[6]：小池修一郎、石田昌也
- 制作：久国高[6]
- ヘア・デザイン：和田好弘[6]